# Hymenandra sordida
Hymenandra sordida är en viveväxtart som först beskrevs av Cyrus Longworth Lundell, och fick sitt nu gällande namn av J.J. Pipoly och J.M. Ricketson. Hymenandra sordida ingår i släktet Hymenandra och familjen viveväxter. Inga underarter finns listade i Catalogue of Life.